# Middellandse Zeespelen 2001
De Middellandse Zeespelen 2001 vormden de veertiende editie van de Middellandse Zeespelen. Ze werden gehouden van 2 tot en met 15 september 2001 in de Tunesische hoofdstad Tunis. Het was voor de tweede keer in de geschiedenis dat Tunis gaststad was voor de Middellandse Zeespelen, na 1967.

## Sporten
Op deze Spelen stonden er 22 sporten op het programma. In 227 onderdelen konden medailles worden behaald.
| Atletiek Basketbal Bocce Boksen Gewichtheffen Golf Gymnastiek Handbal | Judo Karate Roeien Schermen Schietsport Tafeltennis Tennis Voetbal | Volleybal Waterpolo Wielersport Worstelen Zeilen Zwemmen |

## Medaillespiegel

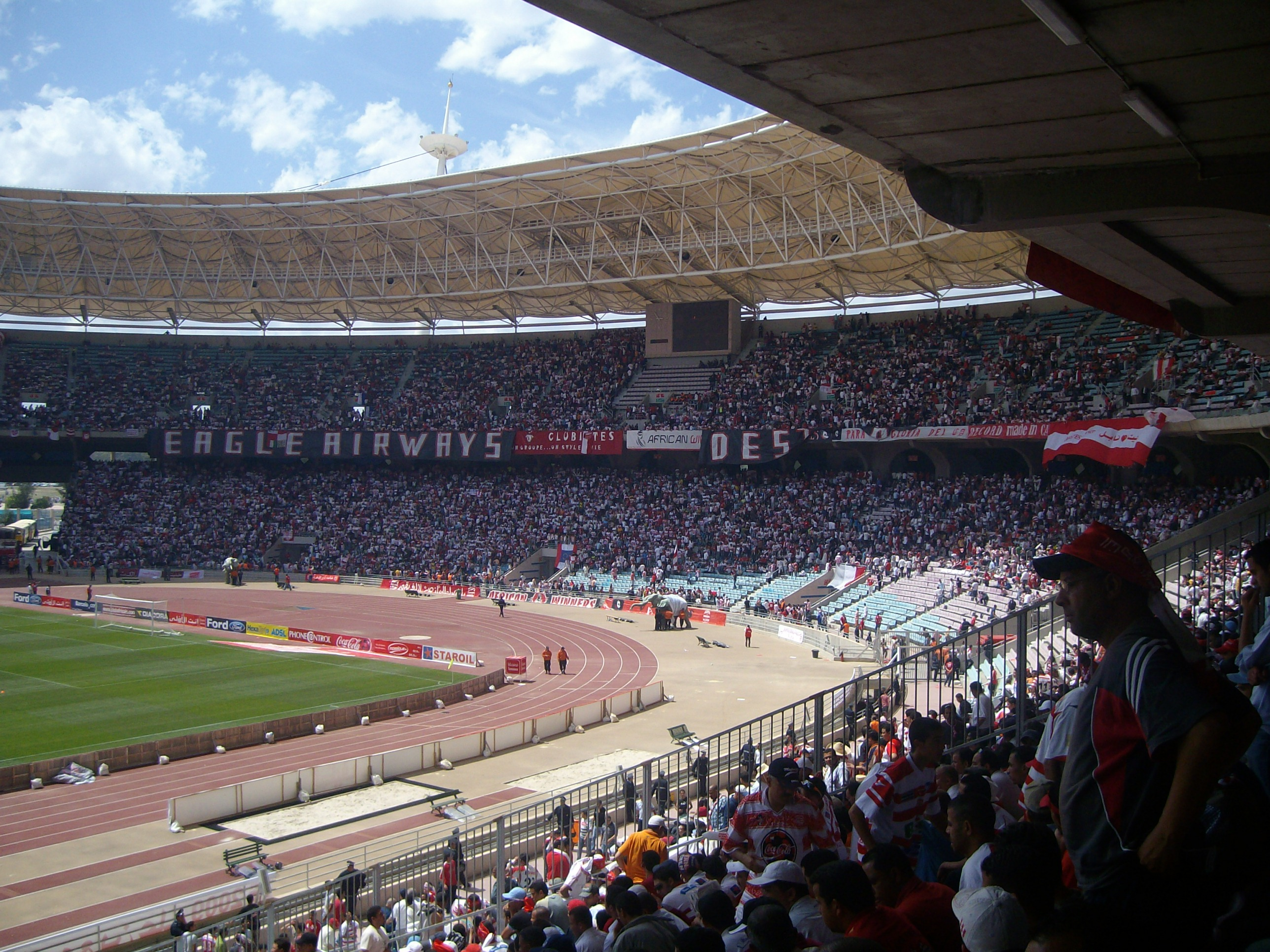
Het Stade 7 Novembre in Tunis

| Plaats | Land                  | Goud | Zilver | Brons | Totaal |
| 1      | Frankrijk             | 40   | 32     | 50    | 122    |
| 2      | Italië                | 38   | 59     | 39    | 136    |
| 3      | Turkije               | 33   | 16     | 12    | 61     |
| 4      | Spanje                | 31   | 26     | 41    | 98     |
| 5      | Griekenland           | 28   | 33     | 26    | 87     |
| 6      | Tunesië               | 19   | 12     | 25    | 56     |
| 7      | Algerije              | 10   | 10     | 12    | 32     |
| 8      | Egypte                | 7    | 13     | 17    | 37     |
| 9      | Kroatië               | 6    | 6      | 6     | 18     |
| 10     | Marokko               | 6    | 4      | 5     | 15     |
| 11     | Slovenië              | 5    | 5      | 10    | 20     |
| 12     | Joegoslavië           | 3    | 5      | 14    | 22     |
| 13     | Cyprus                | 1    | 1      | 3     | 5      |
| 14     | Syrië                 | 0    | 5      | 4     | 9      |
| 15     | Libanon               | 0    | 1      | 1     | 2      |
| 16     | Albanië               | 0    | 1      | 0     | 1      |
| 17     | Bosnië en Herzegovina | 0    | 0      | 3     | 3      |
| 18     | Libië                 | 0    | 0      | 1     | 1      |
| Totaal | Totaal                | 227  | 229    | 269   | 725    |

## Deelnemende landen
Er namen 23 landen deel aan deze Middellandse Zeespelen. Alle landen die vier jaar eerder deelnamen, waren nu opnieuw van de partij, aangevuld met twee debutanten: Andorra en Jordanië. Beiden waren uitgenodigd door het ICMZ. Andorra zou in 2009 opnieuw deelnemen aan de Spelen, Jordanië hield het bij één deelname. Andorra, Jordanië, Malta, Monaco en San Marino waren de enige landen die geen medailles wisten te veroveren.
- Albanië
- Algerije
- Andorra
- Bosnië en Herzegovina
- Cyprus
- Egypte
- Frankrijk
- Griekenland

- Italië
- Jordanië
- Kroatië
- Libanon
- Libië
- Malta
- Marokko
- Monaco

- San Marino
- Joegoslavië
- Slovenië
- Spanje
- Syrië
- Tunesië
- Turkije